# Mangalampet
Mangalampet è una suddivisione dell'India, classificata come town panchayat, di 7.327 abitanti, situata nel distretto di Cuddalore, nello stato federato del Tamil Nadu. In base al numero di abitanti la città rientra nella classe V (da 5.000 a 9.999 persone).

## Geografia fisica
La città è situata a 11° 39' 02 N e 79° 17' 11 E.

## Società

### Evoluzione demografica
Al censimento del 2001 la popolazione di Mangalampet assommava a 7.327 persone, delle quali 3.590 maschi e 3.737 femmine. I bambini di età inferiore o uguale ai sei anni assommavano a 896, dei quali 467 maschi e 429 femmine. Infine, coloro che erano in grado di saper almeno leggere e scrivere erano 5.004, dei quali 2.651 maschi e 2.353 femmine.